# Norup Kirke
Norup Kirke er en kirke i Norup Sogn i Nordfyns Kommune, den ligger ved landevejen mellem Otterup og Bogense.
Kirken er nævnt første gang 1459, da biskop Henneke lagde bebyggelserne Vellinge og Pugholm fra Norup Sogn til Bederslev Sogn. Kirken skal have været viet til Vor Frue.
Som en del af kirkens reorganisering efter reformationen 1536 blev det 1555 besluttet, at Egense Kirke lidt udenfor Norup (se nedenfor), skulle nedrives og sognene lægges sammen.
Fra i al fald reformationen til 1688 var kirken i kongens eje. De år blev den tilskødet Helvig Sophie Urne til Rønninge Søgård, enke efter Jørgen Friis til Haraldskær. 1698 blev kirken solgt til Jørgen Rosenkrantz, der ejede Norup Sogns hovedgård, Roseneje. Kirken var knyttet til denne gård (som siden 1785 har heddet Hofmansgave) frem til overgangen til selveje 1. april 1952.

## Bygning
Kirken er i sin kerne en romansk bygning af granitkvadre og rå samt kløvede kampesten. Af denne bygning er bevaret både skib og kor fortsat står. To af de romanske vinduer er bevarede, men blændede og der er hugget nye vinduesåbninger, ligesom de fleste detaljer af den romanske kirkes indre er forsvundet med tiden.
Tårnet er tilføjet i senmiddelalderen, der blev herefter indbygget hvælv i skibet, hvilket betød, at den romanske triumfvæg måtte næsten helt nedtages og genopføres. Siden blev rejst et våbenhus foran skibets syddør. Alle ændringerne er udført i munkesten og opmuret i munkeskifte. Disse arbejder er nok alle udført i tiden efter 1450. Efterfølgende er korets tagværk blevet udskiftet o. 1565-75.
1756 opførtes et kapel på kirkens nordside. Kapellet var i brug 1774, men omtales som nedrevet 1816, og da det ikke har efterladt sig synlige spor, er det usikkert, hvor det har stået; en mulighed er, at det har ligget ud for den vestre af støttepillerne på skibets nordside, hvor sokkelpartiet er forstyrret.

## Kalkmalerier
Kalkmalede udsmykninger blev afdækket 2009 i korbuen og i våbenhuset, men atter overhvidtet. På korbuen fandt man en ornamental bort der fortsatte ud på triumfvæggen, mens der over triumfbuen var malet en bladranke. Denne udsmykning stammer fra cirka 1550-75. I våbenhuset fandt man en indskrift og en ornamental bemaling i den søndre vægniche, der menes at høre til det sene 1600-tal.

## Inventar
Kirkens ældste inventarstykke er den romanske sandstensdøbefont, der er et importarbejde fra Gotland. Fra middelalderen stammer også et røgelseskar, som nu indgår i Nationalmuseets samlinger, et korbuekrucifiks fra o. 1475-1500 og alterstagerne fra 1500-tallets første halvdel.
Den efterreformatoriske nyindretning af kirken blev iværksat i 1590'erne. Frederik Qvitzow og Pernille Rud skænkede kirken en klokke i 1597, og 1598 altertavlen, der er en baldakinaltertavle med storfeltsmaleri af Opstandelsen. Samme snedkerværksted lavede også kirkens prædikestol, der er et typisk renæssancearbejde med arkadefelter og stærkt fremspringende hjørner med tredobbelte søjler, og ligesom altertavlen bærer Qvitzows og Ruds våbenskjolde. Stolen er nært beslægtet med Herrested Kirkes prædikestol. Stolestaderne er en smule yngre, fra 1630'erne og suppleret 1729. De er nært beslægtede med stolestaderne i Otterup Kirke.
Det meste af kirkens altersølv er tilkommet i 1700-tallet. Oblatæsken er udført 1742 af guldsmed Søren Nielsen Bruun, Odense, og skænket af A. F. C. Nørager, mens sygesættet samt altersættet er udført henholdsvis 1789 og 1790 af guldsmed Ulrich Kastrup, Nyborg.

## Gravminder
Kirkens antikvariske gravminder omfatter de to gravsten lagt henholdsvis 1652 over Hans Clausen og 1715 over Niels Jensen Schytte, et barn af sognepræst Jens Jørgensen Schytte og Kirsten Andersdatter. Begge er skriftsten med indskrift i indhuggede versaler.

## Den nedrevne Egense Kirke
Egense Kirke er nævnt på skrift 1427 og betalte den lave takst på 10 mark ved landehjælpen 1524-26. 1555 besluttedes det at kirken skulle nedrives og sognet lægges under Norup Sogn, hvis sognekirke lå blot 1 km væk.
Kirken lå på en hævet grund nord for Egensegårdvej i den nuværende landsbys østlige udkant. Grunden blev undersøgt 1931 af kongelig bygningsinspektør Knud Lehn Petersen, der fandt en rest af vesttårnet. Han nåede til det resultat, at kirkens skib kunne være rejst i kamp og tårnet opmuret i teglsten, hvilket tyder på en romansk bygning med tilføjet gotisk tårn. Ved en undersøgelse 2012 blev fundet munkestensbrokker, der må stamme fra kirken.
Der kendes kun to inventargenstande fra kirken. Dels døbefonten, som nu benyttes i Hasmark Kirke, dels en klokke, som er nævnt i en fortegnelse over klokkeskatterne på Fyn 1529 og vejede 240 kg.

## Galleri
- Norup Kirke fra nordvest
- Norup Kirke fra sydøst
- Norup Kirke fra vest

## Eksterne kilder og henvisninger
- Wikimedia Commons har flere filer relateret til Norup Kirke
- Norup Kirke hos KortTilKirken.dk
- Norup Kirke hos danmarkskirker.natmus.dk (Danmarks Kirker, Nationalmuseet)